# Terobiella regalis
Terobiella regalis är en stekelart som först beskrevs av Girault 1931.  Terobiella regalis ingår i släktet Terobiella och familjen puppglanssteklar. Inga underarter finns listade i Catalogue of Life.